# Prîbuzke, Oceac
Prîbuzke (în ucraineană Прибузьке) este un sat în comuna Parutîne din raionul Oceac, regiunea Mîkolaiiv, Ucraina.

## Demografie
Componența lingvistică a localității Prîbuzke
     Ucraineană (83,08%)
     Rusă (16,92%)
Conform recensământului din 2001, majoritatea populației localității Prîbuzke era vorbitoare de ucraineană (83,08%), existând în minoritate și vorbitori de rusă (16,92%).